# Вежа Маткаль
Вежа Маткаль (івр. מגדל המטכל, Міґдаль га-Маткаль) — будинок в Тель-Авіві, Ізраїль. Висота 107 метрів, 17 поверхів. В будинку розташовані офіси держустанов (генштаб та міністерство оборони Ізраїлю). Дизайн хмарочосу було розроблено архітектурним бюро Moore Yaski Sivan Architects.
Вежа Маткаль з’єднана пішохідним мостом з Центром Азріелі.